# 格子整合
格子整合（こうしせいごう）とは、二つの材料の格子定数が一致することである。

## 例
エピタキシャル成長においては、基板とエピタキシャル層（薄膜）の格子定数を一致させる必要がある。格子整合しない場合には、結晶中には弾性力学的に歪エネルギーが導入され結晶内の結合エネルギー（バンド構造）を変化させるとともに、熱力学的にも不安定になる。格子整合しない場合には、ミスフィット転位が導入される臨界膜厚があることが知られている。このように結晶成長には
- 格子整合する場合
- 格子整合しないが臨界膜厚以下の条件を用いる場合
- 臨界膜厚以上の条件を用いる場合

の3つが考えられる。